# Gaius Porcius Cato (tribunus plebis)
Gaius Porcius Cato (onbekende afkomst, wellicht een zoon van de consul Gaius Porcius Cato) was tijdens zijn jonge jaren een tegenstander van Pompeius. In 59 v.Chr. probeerde hij tevergeefs Aulus Gabinius (een aanhanger van Pompeius) aan te klagen wegens ambitus, het onwettig naar een ambt dingen. Als reactie op zijn mislukte aanklacht bekritiseerde hij Pompeius openlijk met de woorden privatum dictatorem. Tijdens zijn ambtstermijn als tribunus plebis (in 56 v.Chr.) zou hij een wetsvoorstel indienen om de proconsul Publius Cornelius Lentulus Spinther terug te roepen. Hij wist ook een voorstel tegen te houden om troepen te sturen ter ondersteuning van Ptolemaeus Auletes door een aantal priesters te overtuigen enkele verzen van de Sibyllijnse boeken aan te halen, die tegen een dergelijke onderneming leken te pleiten (hij kwam hierdoor in conflict met Pompeius). Hij zou zich in de bendestrijd aan de kant van Publius Clodius Pulcher scharen, waarop Titus Annius Milo met hem spotte. Hij veranderde echter van houding en stelde zich in dienst van het triumviraat. Samen met zijn collega Nonius Sufenas speelde hij een belangrijke rol in de aanstelling van Pompeius en Marcus Licinius Crassus Dives als consuls van het jaar 54 v.Chr. Na zijn ambtstermijn werd Gaius Cato vrijwel direct door politieke tegenstanders aangeklaagd wegens de schending van de lex Iunia et Licinia en de lex Fufia. Hij werd tijdens zijn zaak verdedigd door Gaius Licinius Calvus en Marcus Aemilius Scaurus en wist, mede door de invloed van Pompeius, aan een veroordeling te ontkomen. Hij wist mogelijk zelf nog op te klimmen tot praetor in 55 v.Chr.

## Voetnoten
1. ↑  Cicero, Epistulae ad Quintum Fratrem I 2.9.
2. ↑  Cicero, Epistulae ad Quintum Fratrem II 3.1-2. Vgl. Cicero, Epistulae ad familiares I 5a.
3. ↑  Cassius Dio, Historia Romana XXXIX 15.2-4.
4. ↑  Cicero, Epistulae ad Quintum Fratrem II 5.3, 6.
5. ↑  Cassius Dio, Historia Romana XXXVII 27, 28. Vgl. Livius, Periochae 105.1.
6. ↑  Quintus Asconius Pedianus, ad pro Scauro.
7. ↑  Cicero, ad Atticus IV 15.4, 16.5.
8. ↑  Cicero, Epistulae ad Quintum Fratrem III 4.1.